# Aile (oiseau)
Pour les articles homonymes, voir Aile.
| 1 - P : Rémiges primaires 2 - CP : couverture primaire (tectrices) 3 - Al : Alula 4 - S : Rémiges secondaires | 5 - GC : Grande couverture (tectrice) 6 - MC : Couverture médiane (tectrice) 7 - PC : Petite couverture (tectrice) 8 - T : Rémige tertiaire 9 - Plume scapulaire (tectrice) |

Les ailes sont les membres supérieurs couvert de plumes des oiseaux. Pour de nombreuses espèces, elles permettent le vol.

## Description

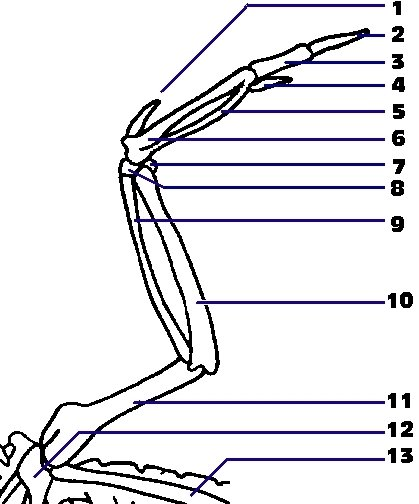
Structure du squelette d'une aile d'oiseau. 1 : 1er doigt ; 2 et 3 : 2e doigt ; 4 : 3e doigt ; 5 et 6 : os métacarpiens ; 7 et 8 : os carpiens ; 9 : radius ; 10 : ulna ; 11 : humérus ; 12 : furcula ; 13 : scapula.

Les plumes de vol déployées sur les ailes sont :
- les rémiges, qui sont fixées aux os ;
- les plumes de couverture ou tectrices ;
- l'émargination est l'espace interstitiel que l'on retrouve entre les extrémités des rémiges primaires fixés sur les phalanges.

Les muscles permettant aux ailes de battre sont les muscles alaires qui s'insèrent sur le bréchet (sternum renforcé).
Les plumes constituant les ailes d'un oiseau en vol, modifient en permanence le profil des ailes. La conséquence en est que la couche limite reste « collée », faisant « glisser » le vent relatif à la portance sans faire de traînée excessive. Finesse incalculable, effort quasi nul, de plus à chaque battement de l'aile, les tourbillons se détachent. La puissance requise pour le vol en translation est relativement faible.
Voir aussi : Alula
Suivant le type de vol pratiqué, c'est-à-dire un vol actif ou plané, les efforts ne sont pas les mêmes. En conséquence, les espèces qui pratiquent le vol battu comme les martinets et les oiseaux-mouches ont vu leur humérus se réduire et leurs phalanges s'allonger car c'est la « main » qui est l'élément propulseur dans ce type de vol. En revanche les espèces pratiquant le vol plané comme les marabouts et les pélicans ont le bras, l’avant-bras et la main de longueur sensiblement égale de façon à avoir l'envergure la plus large possible.

### Plumage
Certaines espèces comme les anatidés du genre Anas ou les perroquets du genre Amazona possèdent sur le dos des ailes, une barre iridescente appelée miroir, d'autres espèces disposent d'homochromie mimétique comme des ocelles par exemple.

## Types d'ailes

Différentes silhouettes

Le vol demande une énergie énorme pour les oiseaux. Ils sont soumis à une forte pression de sélection pour minimiser l'effort de vol. Cette sélection a pour conséquence une grande variété morphologique des ailes avec des types de vols correspondants qui sont en fonction de l'habitat et de l'écologie de chacune des espèces.
La grande variété des formes d'ailes est classée en quatre grandes catégories : aile elliptique, aile à grande vitesse, aile à grand allongement et aile large munie d'interstices. Plusieurs espèces ont des ailes qui pourraient se classer à mi-chemin entre l'une ou l'autre de ces catégories. Cette catégorisation, simpliste comparée à la réalité qu'elle prétend ordonner, n'a pour but que de faciliter la compréhension de la diversité des adaptations au vol des oiseaux.
Les oiseaux-mouches et les albatros, du fait des rôles de leur vol dans la survie de l'espèce, ont des morphologies d'ailes très différentes, les proportions dans la longueur des os de l'aile en particulier sont différentes.

### Aile elliptique
La plupart des oiseaux forestiers ont des ailes elliptiques. Ceci inclut la majorité des passereaux, les corneilles, les gélinottes et les cailles. Il y a beaucoup de formes d'ailes elliptiques, mais en général, elles sont plutôt courtes – on dit qu'elles ont un faible allongement – et larges. La turbulence provoquée par la largeur du bout de l'aile est éliminée, chez certaines espèces, par l'échancrure des rémiges primaires, comme chez la Corneille noire et l'Épervier de Cooper par exemple. Le bout des rémiges primaires forme des échancrures lorsqu'ils s'écartent pour former des « doigts ». Les oiseaux avec des ailes elliptiques ont un vol plus lent et plus manœuvrable.
Le lien entre les habitats forestiers et l'aile elliptique est visible lorsqu'on compare des espèces apparentées vivant dans des milieux forestiers et des milieux ouverts. Les espèces forestières, telles l'Épervier de Cooper, l'Épervier brun et la Chouette rayée ont des ailes elliptiques. Les espèces vivant dans les champs, les prés ou les pâturages, tels le Busard Saint-Martin et le Hibou des marais, ont des ailes allongées et plus étroites.

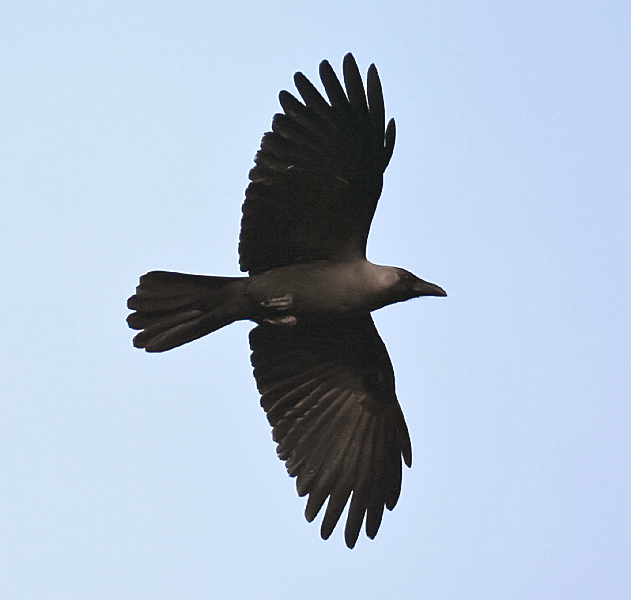
Corbeau familier
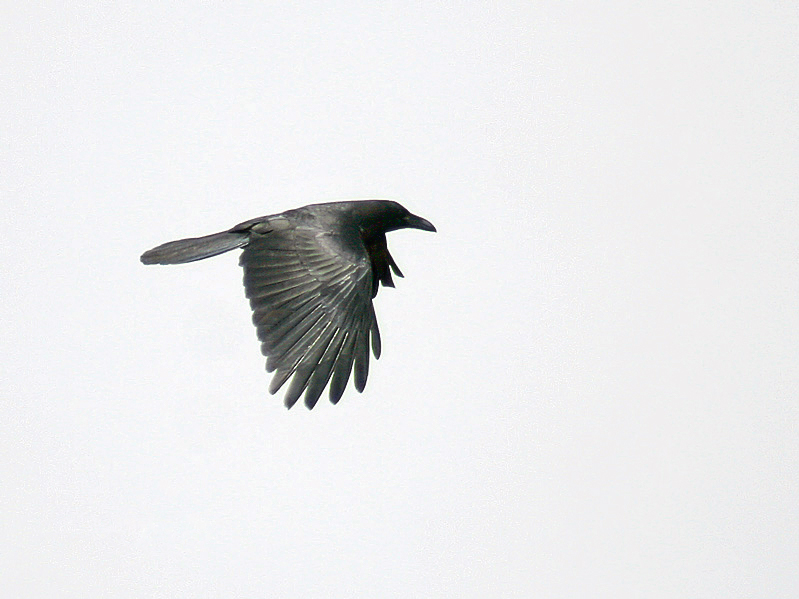
Corbeau à gros bec
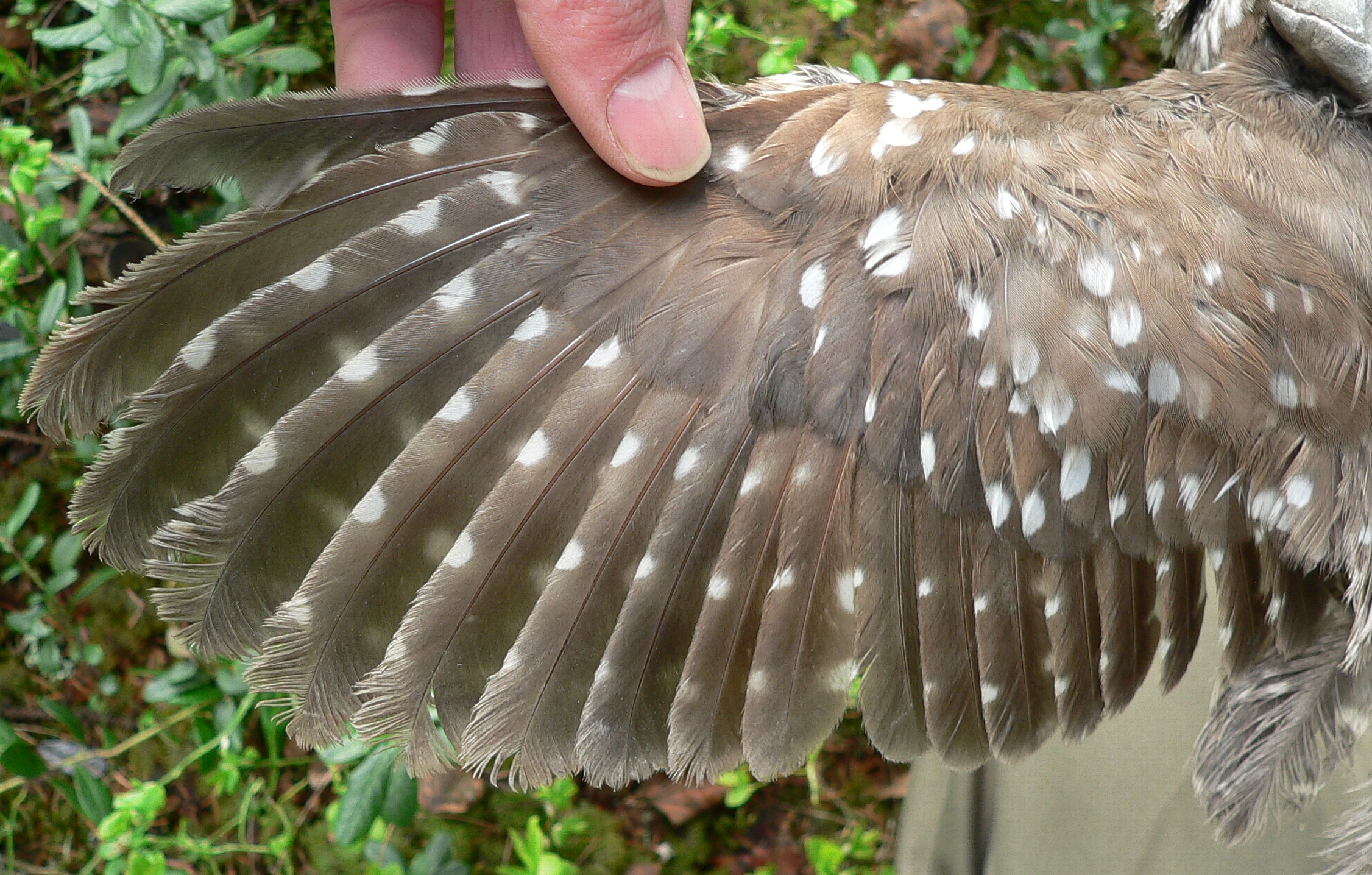
Chouette de Tengmalm
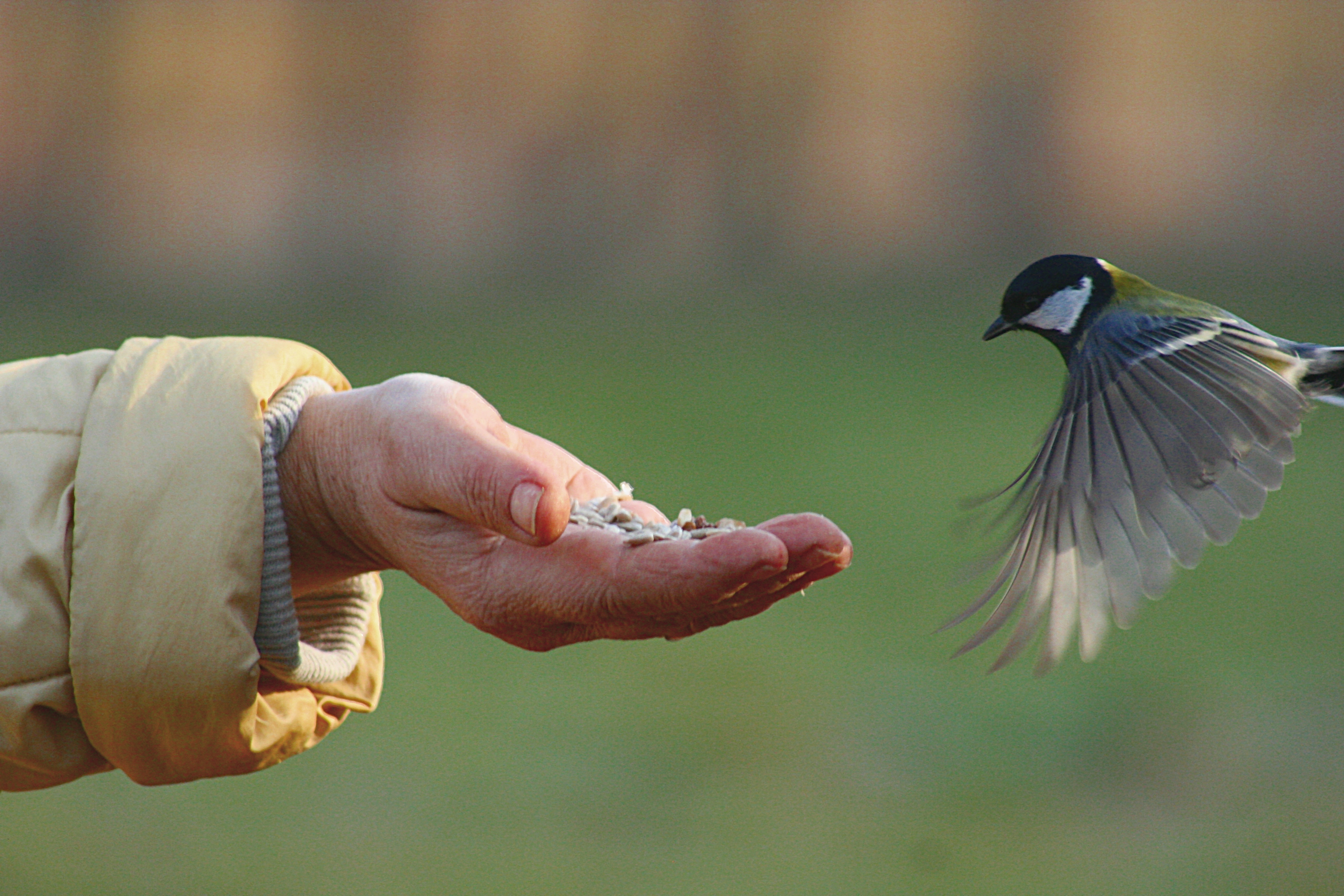
Mésange charbonnière

### Aile à grande vitesse
L'aile à grande vitesse est longue et effilée et sans échancrure. Son allongement est modérément élevé. Les faucons, les martinets, les sternes, les canards et plusieurs limicoles ont des ailes de ce type. La portance de ce type d'aile est plutôt faible. L'oiseau doit compenser ce désavantage par un battement d'ailes continu afin d'atteindre la vitesse nécessaire pour se maintenir en vol. Ces espèces sont soit des migrateurs de longues distances, soit des espèces qui se nourrissent en vol et ont besoin de vitesse et d'adresse.

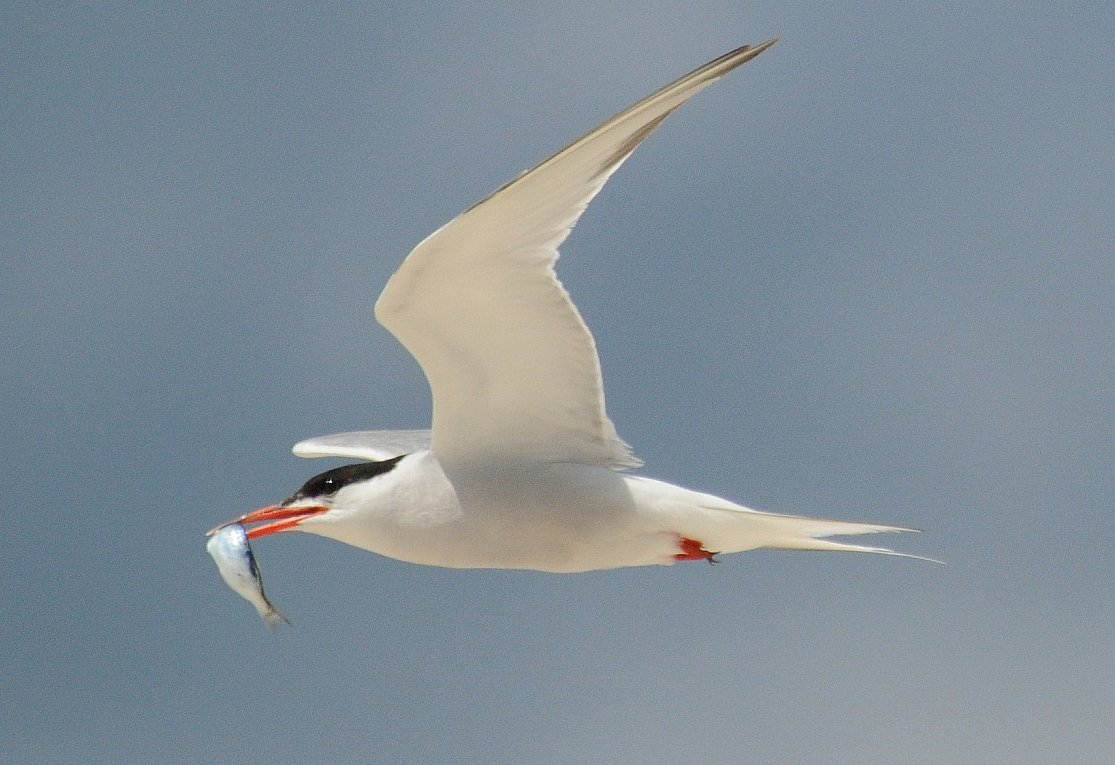
Sterne pierregarin
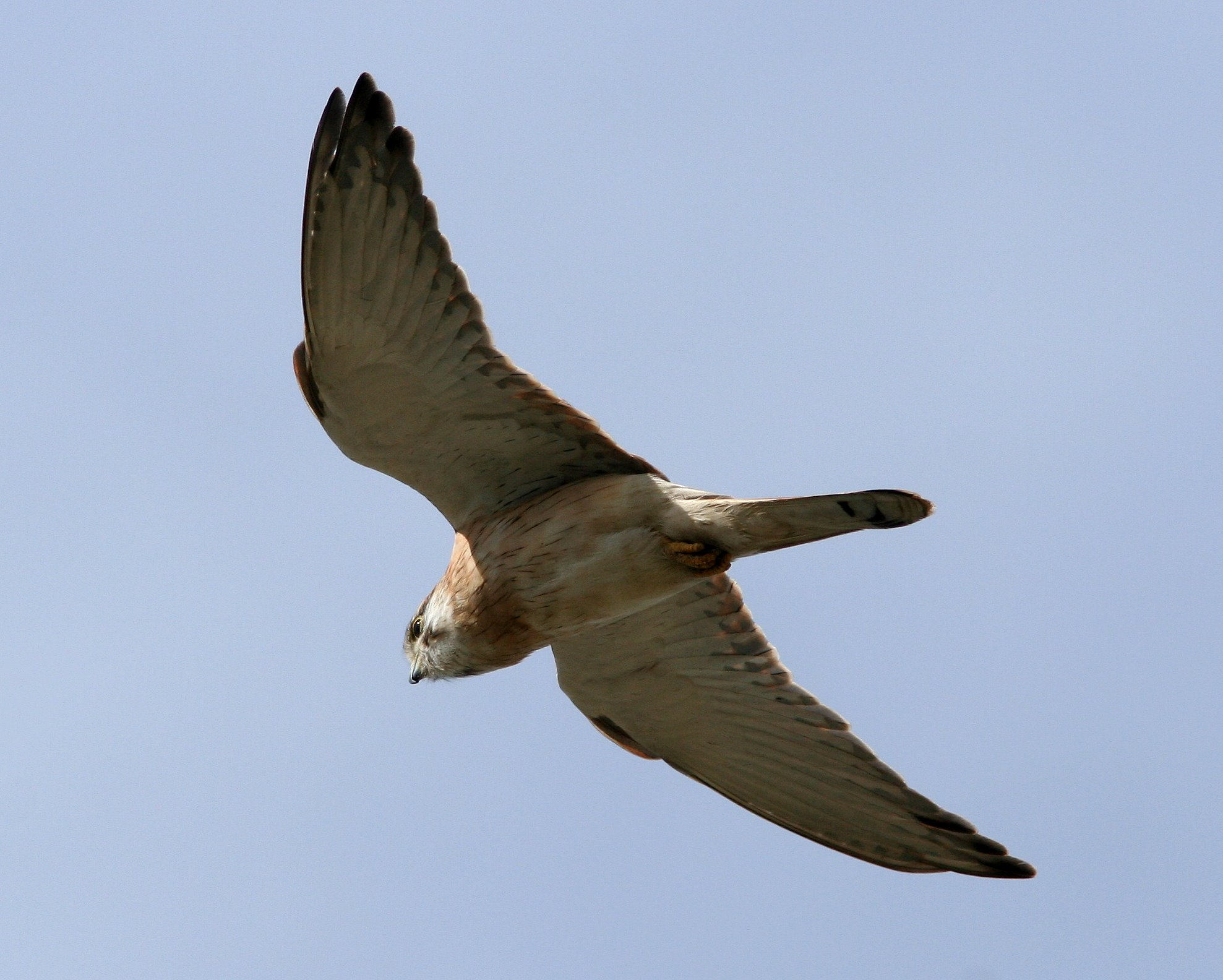
Crécerelle d'Australie
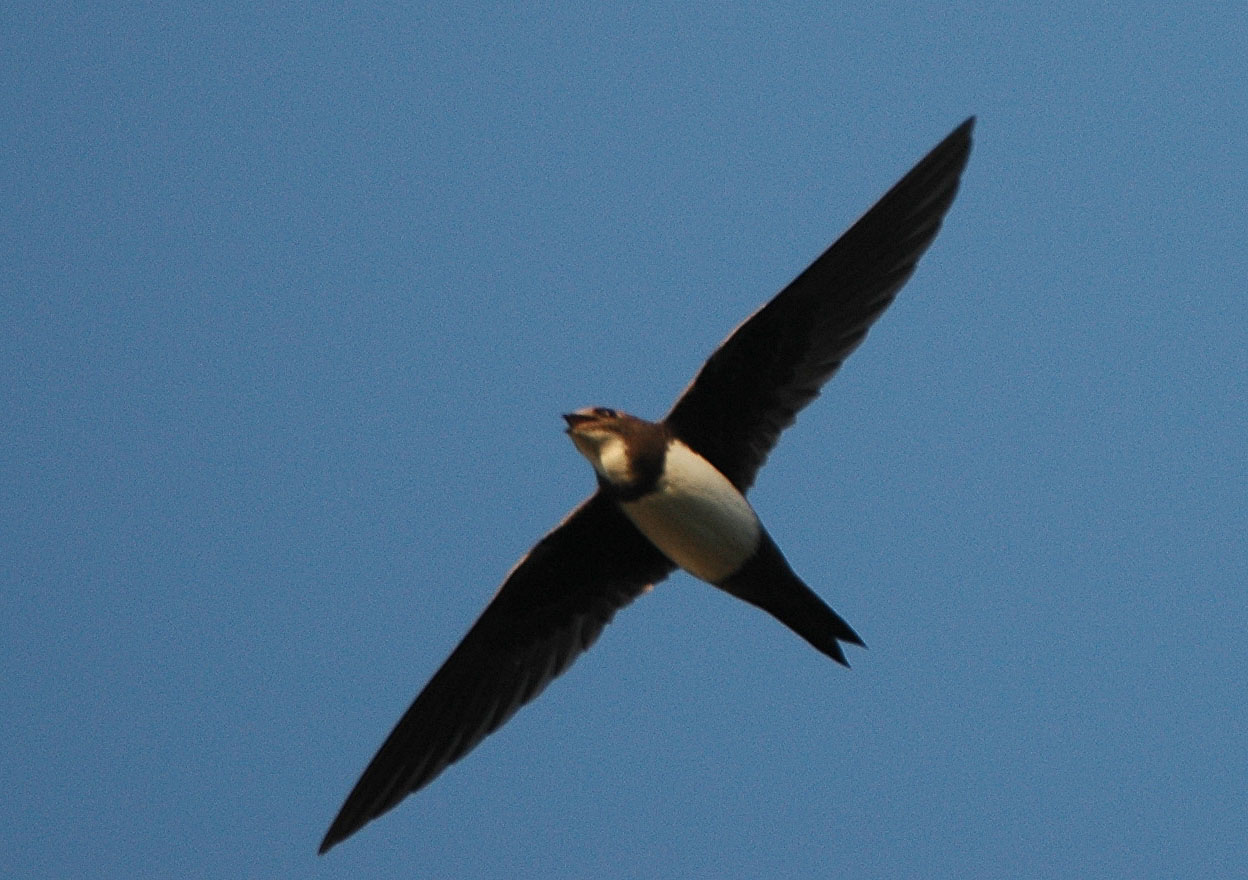
Martinet à ventre blanc
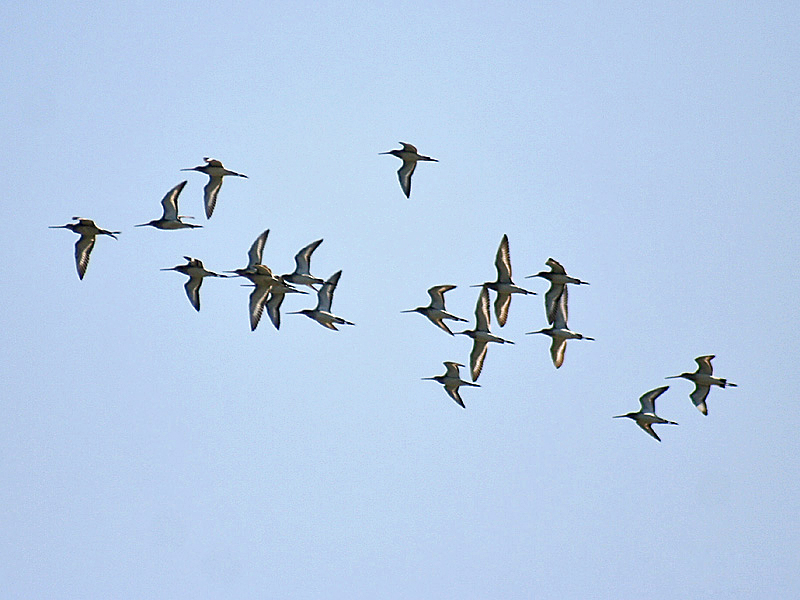
Barges à queue noire

### Aile à grand allongement
L'aile à grand allongement est étroite, effilée et sans échancrure, comme l'aile à grande vitesse, mais a un allongement encore plus grand. Ce type d'aile est adapté au vol plané à haute vitesse et au vol plané dynamique. L'aile de l'albatros est le meilleur exemple d'une aile de ce type, mais les puffins, les goélands et les pétrels font aussi partie de cette catégorie. Les espèces avec ce type d'aile vivent souvent dans le milieu marin où se pratique le vol plané dynamique.

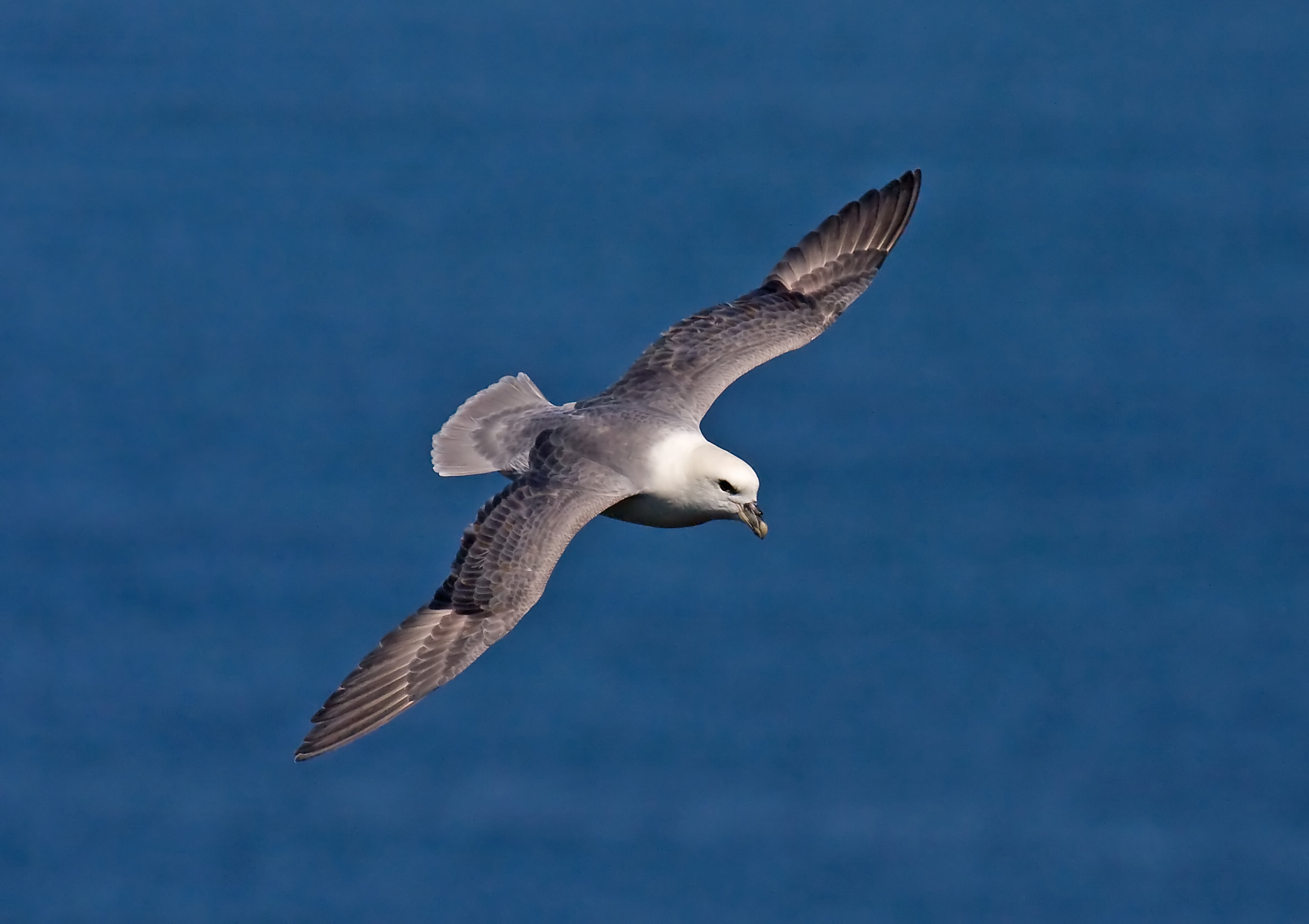
Fulmar boréal
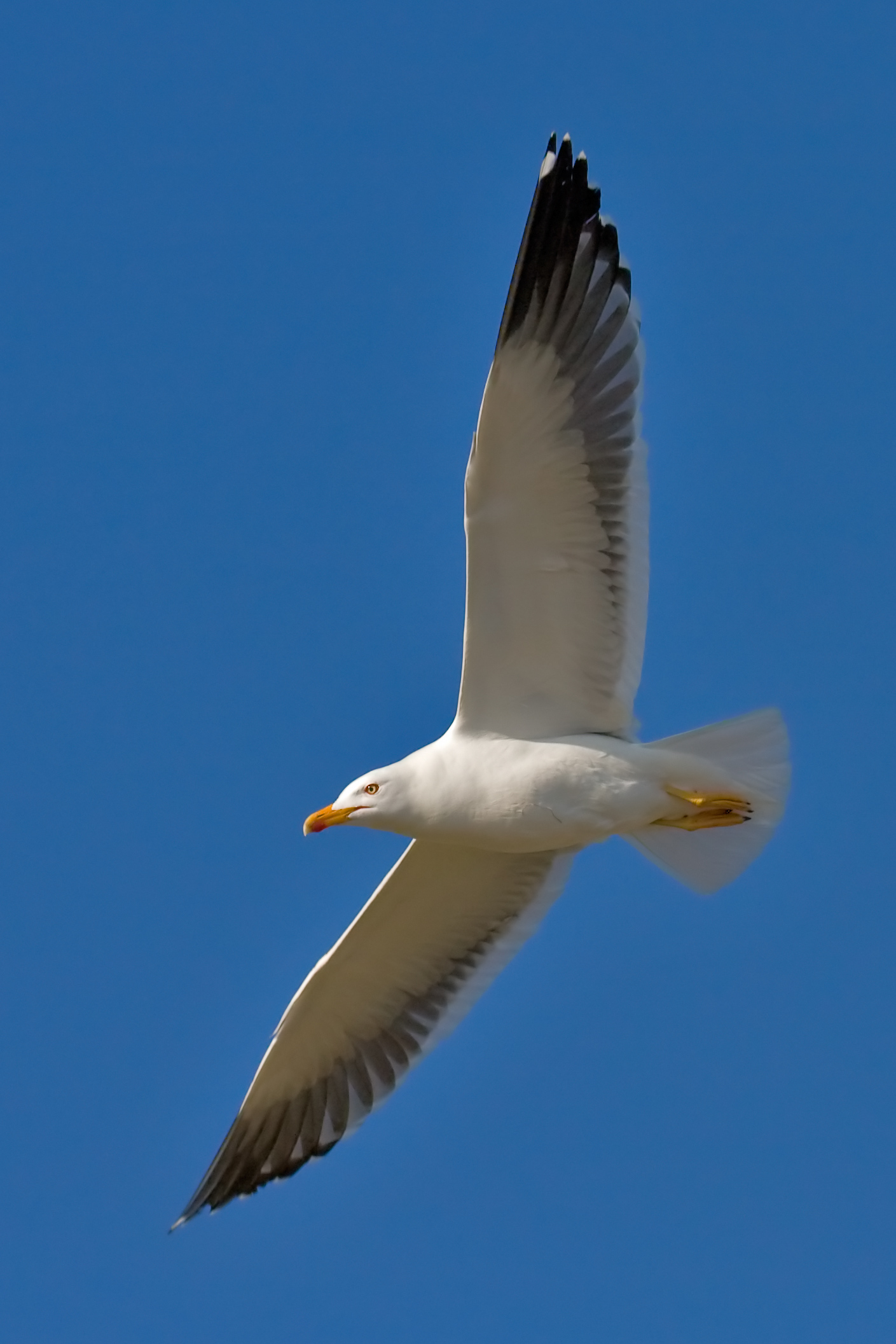
Goéland brun
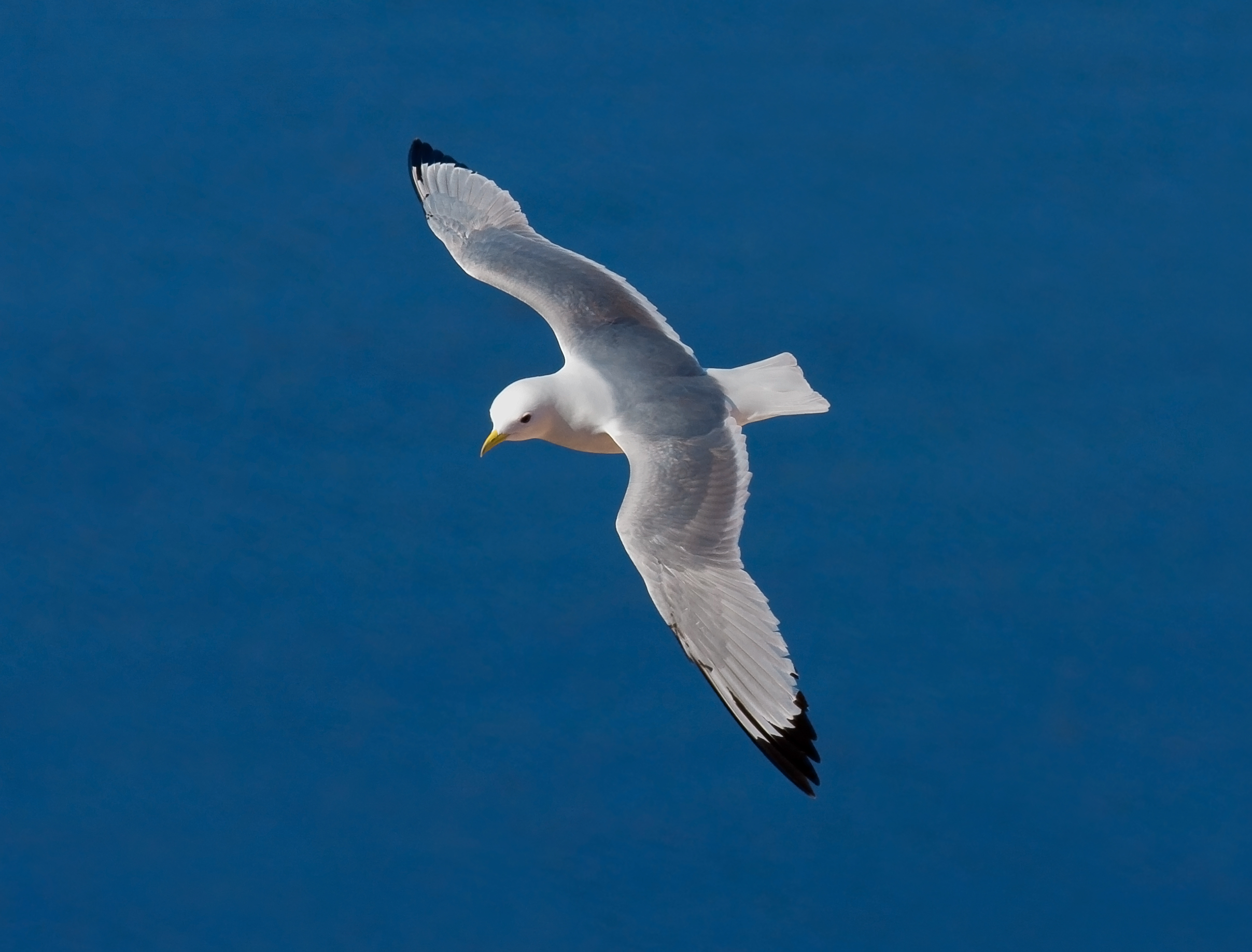
Mouette tridactyle
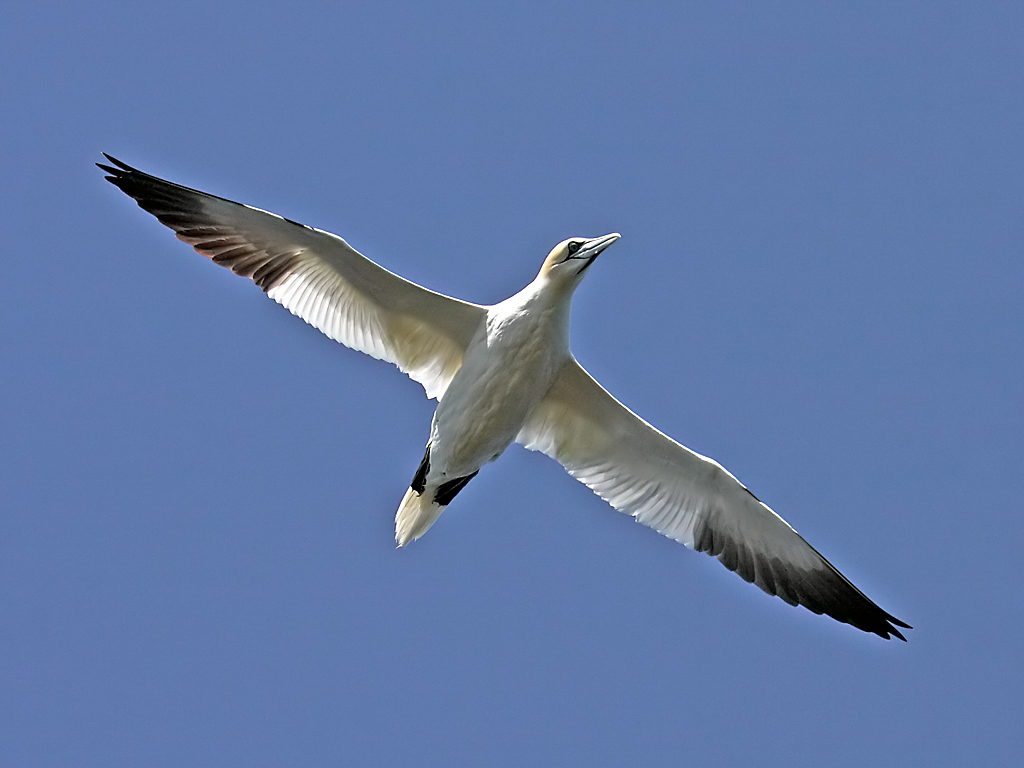
Fou de Bassan

### Aile large munie d'interstices
Ce type d'aile se caractérise par un allongement modéré, à mi-chemin entre l'aile elliptique et l'aile à grande vitesse, une forte cambrure et une extrémité fortement échancrée – les interstices ou l'émargination. Les aigles, les vautours et les cigognes ont des ailes larges munies d'interstices. Ce type d'aile est bien adapté au vol à voile. L'aile large réduit la charge alaire et permet un vol lent. L'émargination, créée par la séparation des rémiges primaires, réduit la turbulence tout en augmentant la portance. Cette adaptation permet en outre aux rapaces de porter de lourdes proies.

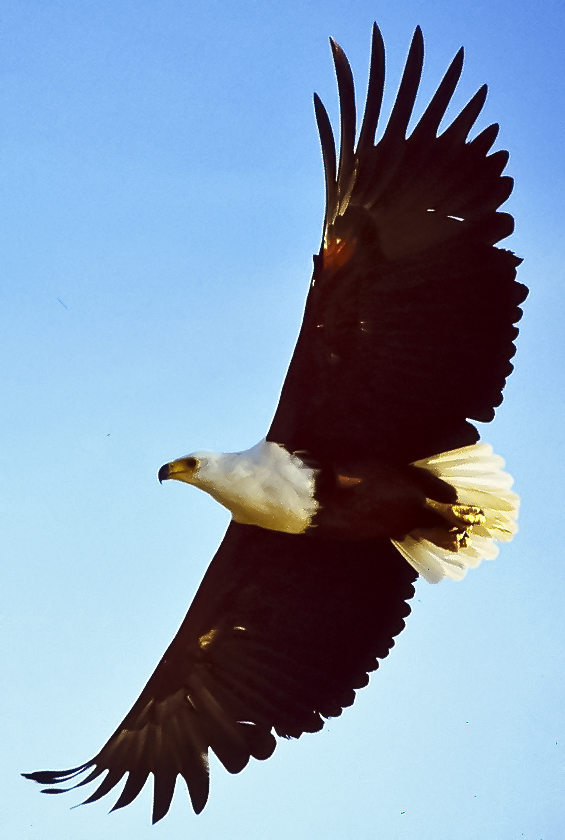
Pygargue vocifère
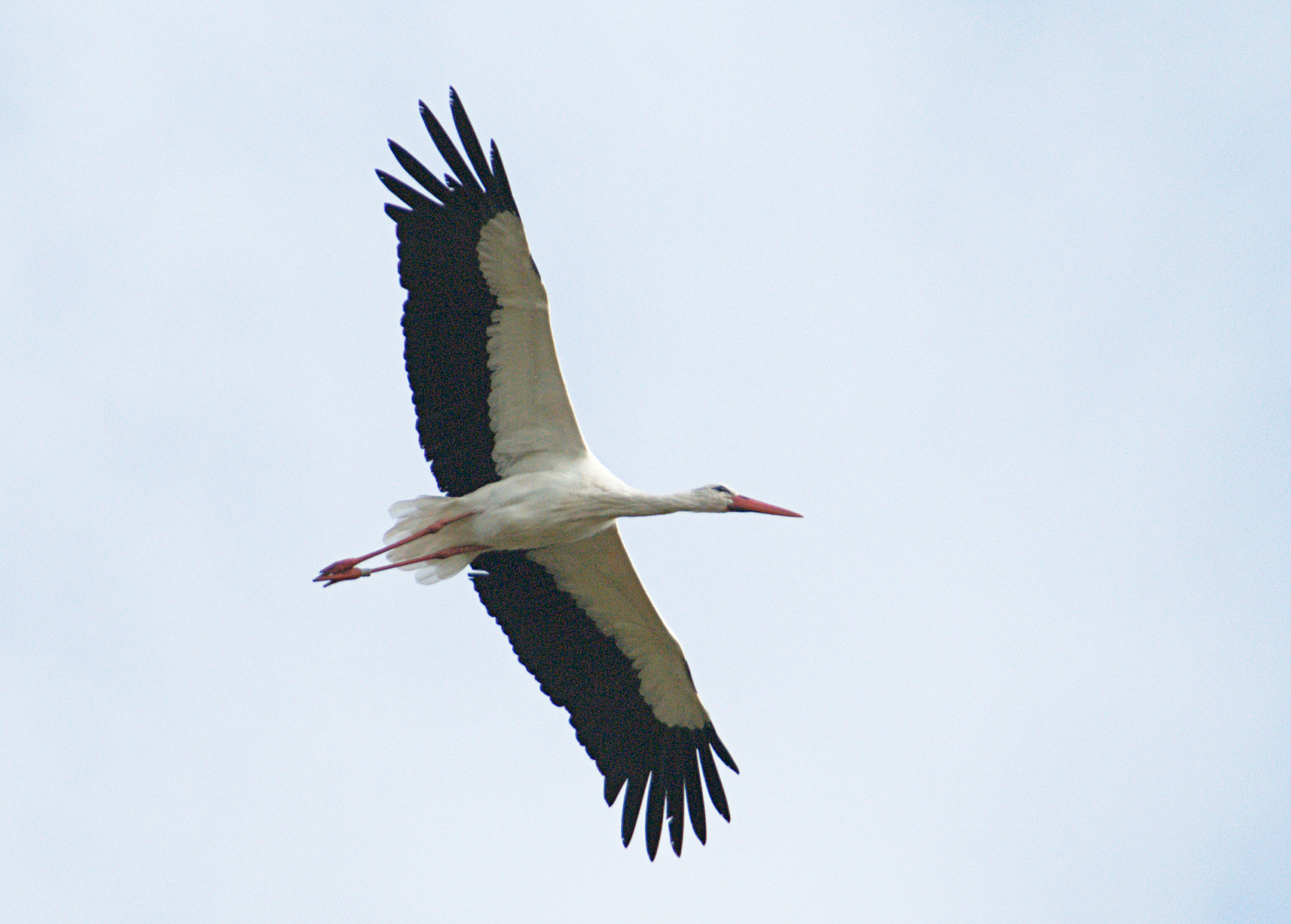
Cigogne blanche
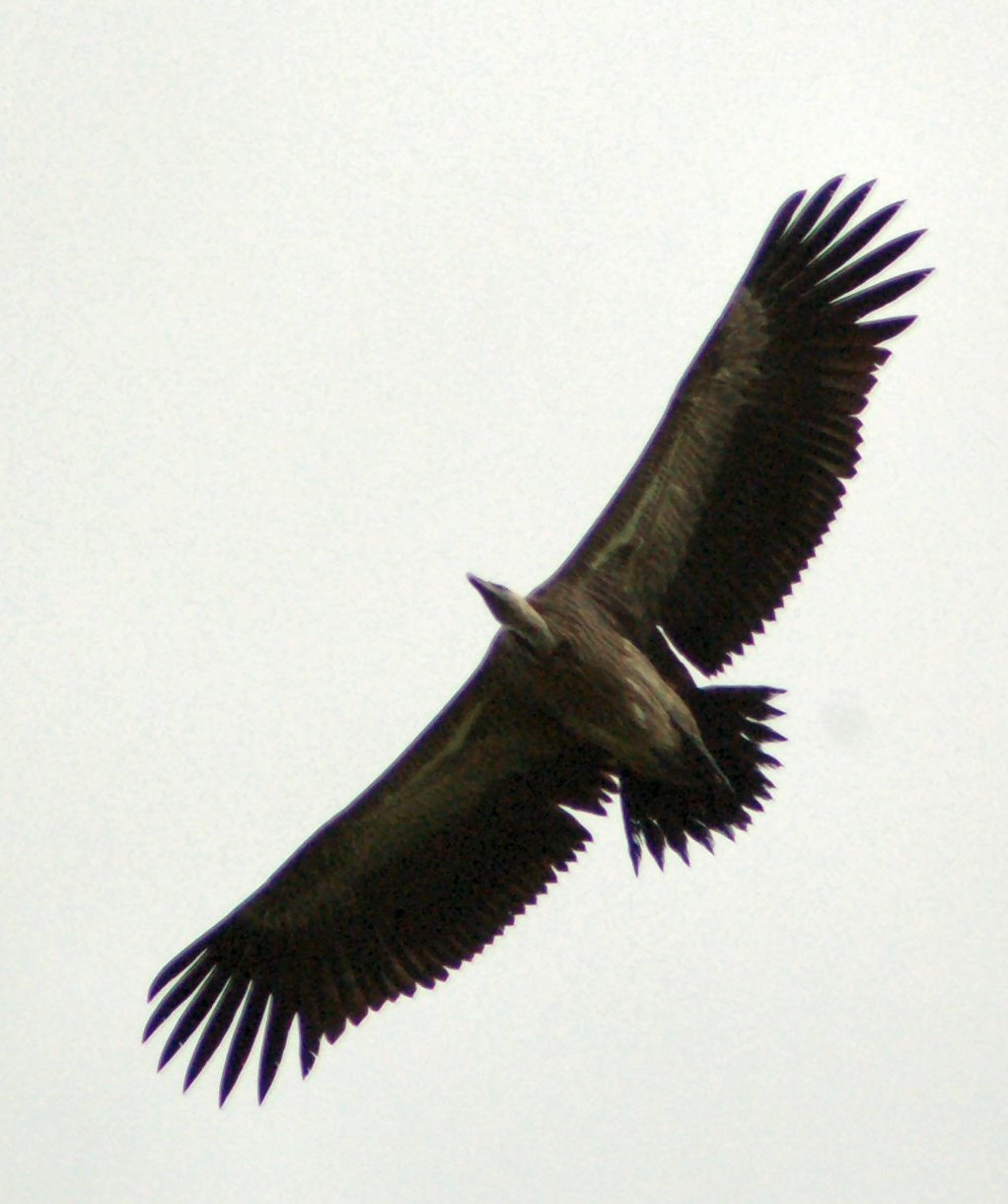
Vautour indien
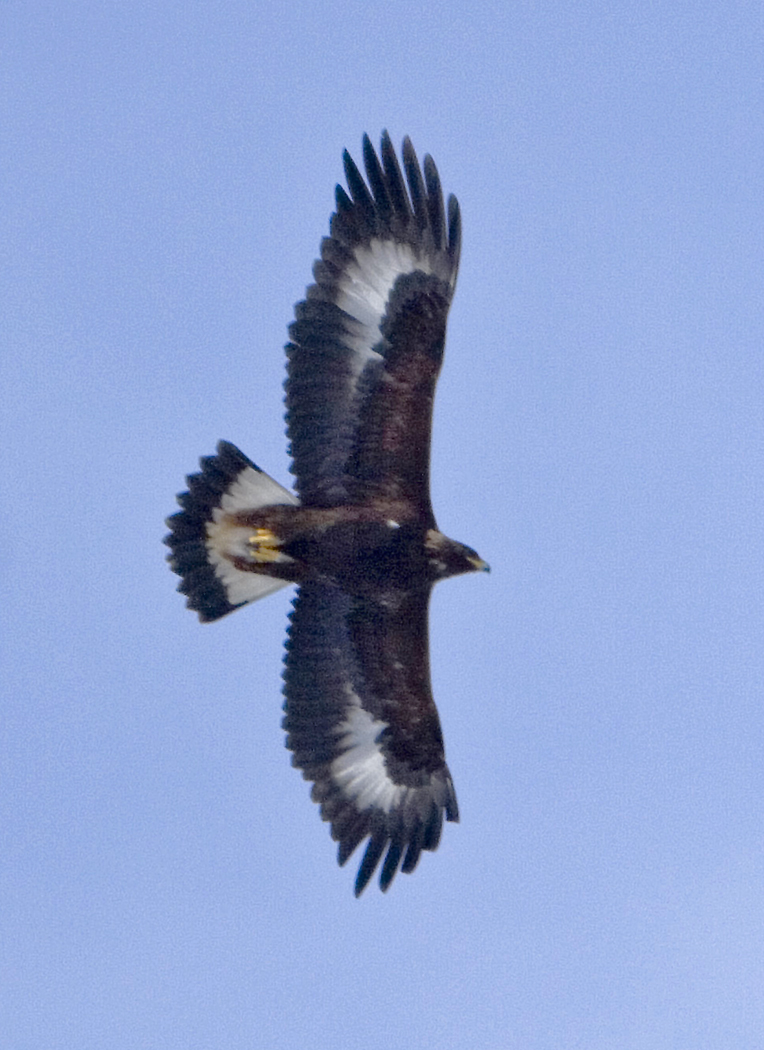
Aigle royal

## Histoire de l'aile
Ce membre a évolué à partir du schéma classique du membre chiridien des Tétrapodes : le nombre de doigts est réduit à trois, les métacarpes sont soudés, le cubitus ou ulna est plus développé que le radius. Les plumes existaient bien avant que les oiseaux sachent voler. La découverte en Chine de dinosaures à plumes qui ne pouvaient pas voler le démontre. Leur plumage est en effet incompatible avec le vol. C'est la conjonction de la modification du squelette et la présence préexistante des plumes, qui a permis le vol. En d'autres termes, en accord avec la théorie de l'évolution, certaines espèces d'oiseaux n'ont pu voler que lorsque toutes les caractéristiques, dont les ailes sont l'aboutissement, ont été réunies.
Des traces sur certains fossiles de théropodes, tels que Microraptor et Cryptovolans ou d'oiseaux primitfs, tels que Sapeornis ou Yanornis, révèlent la présence de longues plumes autour des pattes arrière, ces animaux étant munis de quatre ailes (une à chaque membre). Cela suggère que les oiseaux ont perdu deux ailes au cours de l'évolution, les plumes de ces deux ailes disparues s'étant probablement transformées en écailles afin de permettre une plus grande aisance de mouvement durant leurs déplacements au sol.

## Culture

### Expressions
Plusieurs expressions utilisent le terme aile.
- « À tire-d'aile » signifie en battant de l'aile avec énergie, de manière à accélérer le vol, si bien que partir à tire d'aile signifie partir avec énergie, vite. « Avoir des ailes », « battre des ailes », « déployer ses ailes » ont chacun leur sens propre.

### Symbolique mythologique

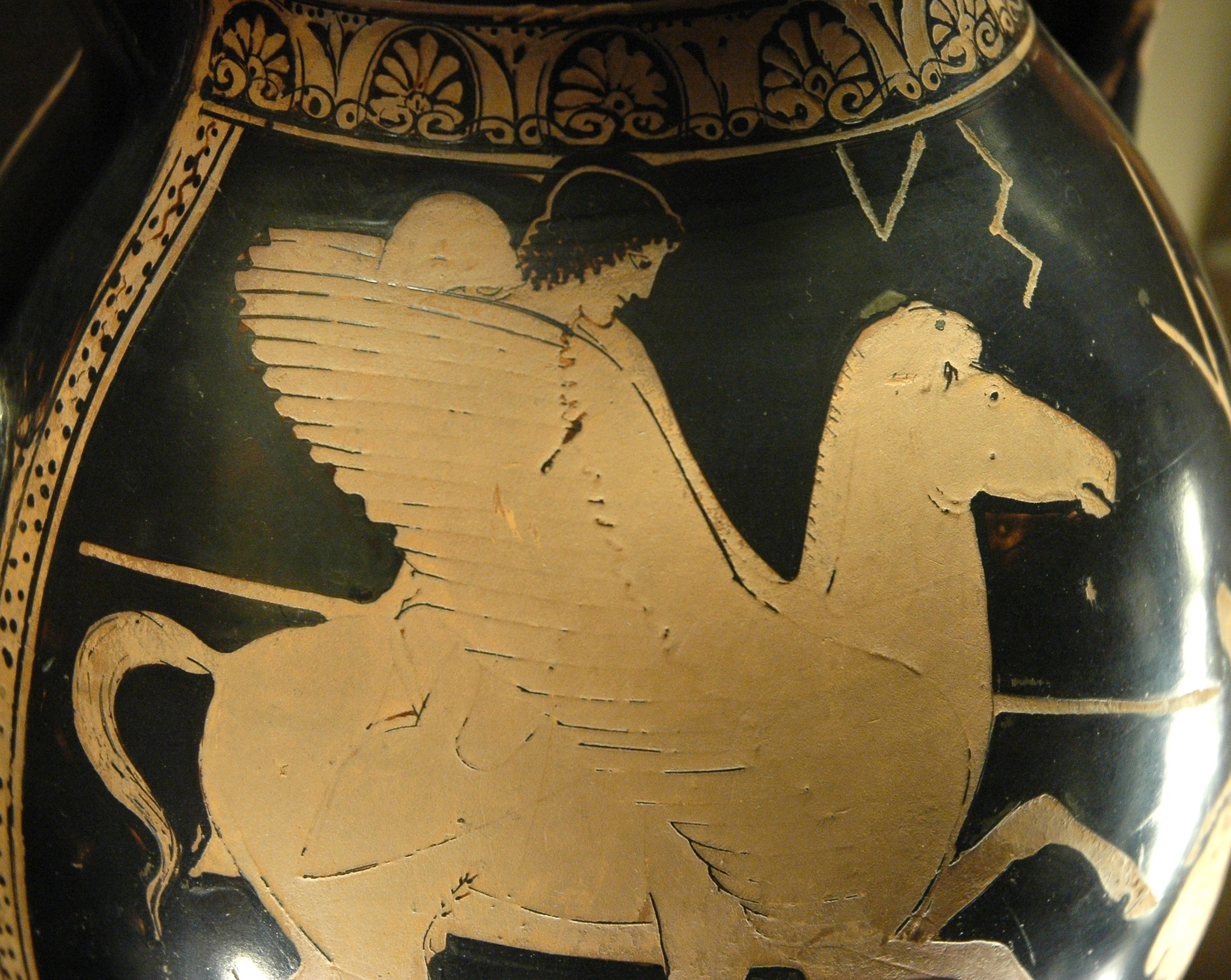
Pégase, cheval ailé de la mythologie grecque

Les ailes sont un symbole de puissance et d'influence puisque le mot chaldéen désignant la puissance (Abir) est très proche de celui désignant une aile (Aber)[réf. nécessaire].
L'historien Hérodote nous apprend que le roi assyrien Cyrus le Grand vit en songe le fils d'un de ses princes, au même moment dans une province éloignée, portant deux grandes ailes aux épaules : l'une couvrait l'Asie, l'autre l'Europe. Il en conclut aussitôt qu'il fomentait une révolte contre lui. Les symboles des Babyloniens lui étaient familiers, et si les ailes étaient le symbole de la puissance (sur les armées par exemple), les soupçons de déloyauté étaient tout à fait naturels.
Icare, personnage de la mythologie grecque, est le premier homme à avoir essayé de voler avec l'aide d'ailes en cire.
Certaines déesses de la religion de l'Égypte antique comme Nekhbet, et parfois des déesses mères, comme Isis, Hathor, Nout sont couvertes d'ailes ouvertes en angle, elles soulignent alors l'effet protecteur de ces déesses. Les ailes d’Amon-Ra entourant le disque solaire étaient placées au-dessus des portes pour protéger l’entrée des enceintes sacrées.